# Pogonocharis browni
Pogonocharis browni är en stekelart som beskrevs av John M. Heraty 2002. Pogonocharis browni ingår i släktet Pogonocharis och familjen Eucharitidae. Inga underarter finns listade i Catalogue of Life.